# Nowe Ramoty
Nowe Ramoty (deutsch Neu Ramten) ist ein Ort in der polnischen Woiwodschaft Ermland-Masuren. Er gehört zur Gmina Łukta (Landgemeinde Locken) im Powiat Ostródzki (Kreis Osterode in Ostpreußen).

## Geographische Lage
Nowe Ramoty liegt 500 Meter südwestlich des Jezioro Marąg (deutsch Mahrung-See) im Westen der Woiwodschaft Ermland-Masuren, 16 Kilometer nordöstlich der Kreisstadt Ostróda (deutsch Osterode in Ostpreußen).

## Geschichte
Der vor 1820 noch Braxeinswalde genannte kleine Ort war ein Vorwerk zum Gutsort Ramten (nach 1820 zunächst auch: Alt Ramten, polnisch Ramoty). Bis 1945 war der Ort eine Ortschaft innerhalb des Gutsbezirks Ramten im Kreis Osterode in Ostpreußen.
Im Jahre 1945 kam Neu Ramten in Kriegsfolge zusammen mit dem gesamten südlichen Ostpreußen zu Polen. Der Ort erhielt die polnische Namensform „Nowe Ramoty“ und ist heute – eingegliedert in das Schulzenamt (polnisch Sołectwo) Ramoty – eine Ortschaft innerhalb der Landgemeinde Łukta (Locken) im Powiat Ostródzki (Kreis Osterode in Ostpreußen), bis 1998 der Woiwodschaft Olsztyn, seither der Woiwodschaft Ermland-Masuren mit Sitz in Olsztyn (Allenstein) zugehörig.

## Kirche
Bis 1945 war Neu Ramten in die evangelische Kirche Locken in der Kirchenprovinz Ostpreußen der Kirche der Altpreußischen Union, außerdem in die römisch-katholische Kirche Osterode in Ostpreußen eingepfarrt.
Heute gehört Nowe Ramoty katholischerseits zur Kirche der Gottesmutter von Częstochowa in Łukta im Erzbistum Ermland, evangelischerseits zur Kirche Łęguty, einer Filialkirche von Ostróda in der Diözese Masuren der Evangelisch-Augsburgischen Kirche in Polen.

## Verkehr
Nowe Ramoty liegt an der verkehrsreichen Woiwodschaftsstraße 527 (frühere deutsche Reichsstraße 133), die von Dzierzgoń (Christburg) über Pasłęk (Preußisch Holland) und Mohrungen bis nach Olsztyn (Allenstein) führt. Vom Nachbarort Ramoty ((Alt) Ramten) aus besteht eine Nebenstraßenverbindung nach Nowe Ramoty. Eine Bahnanbindung existiert nicht.